# フィンランド・ネオペイガニズム

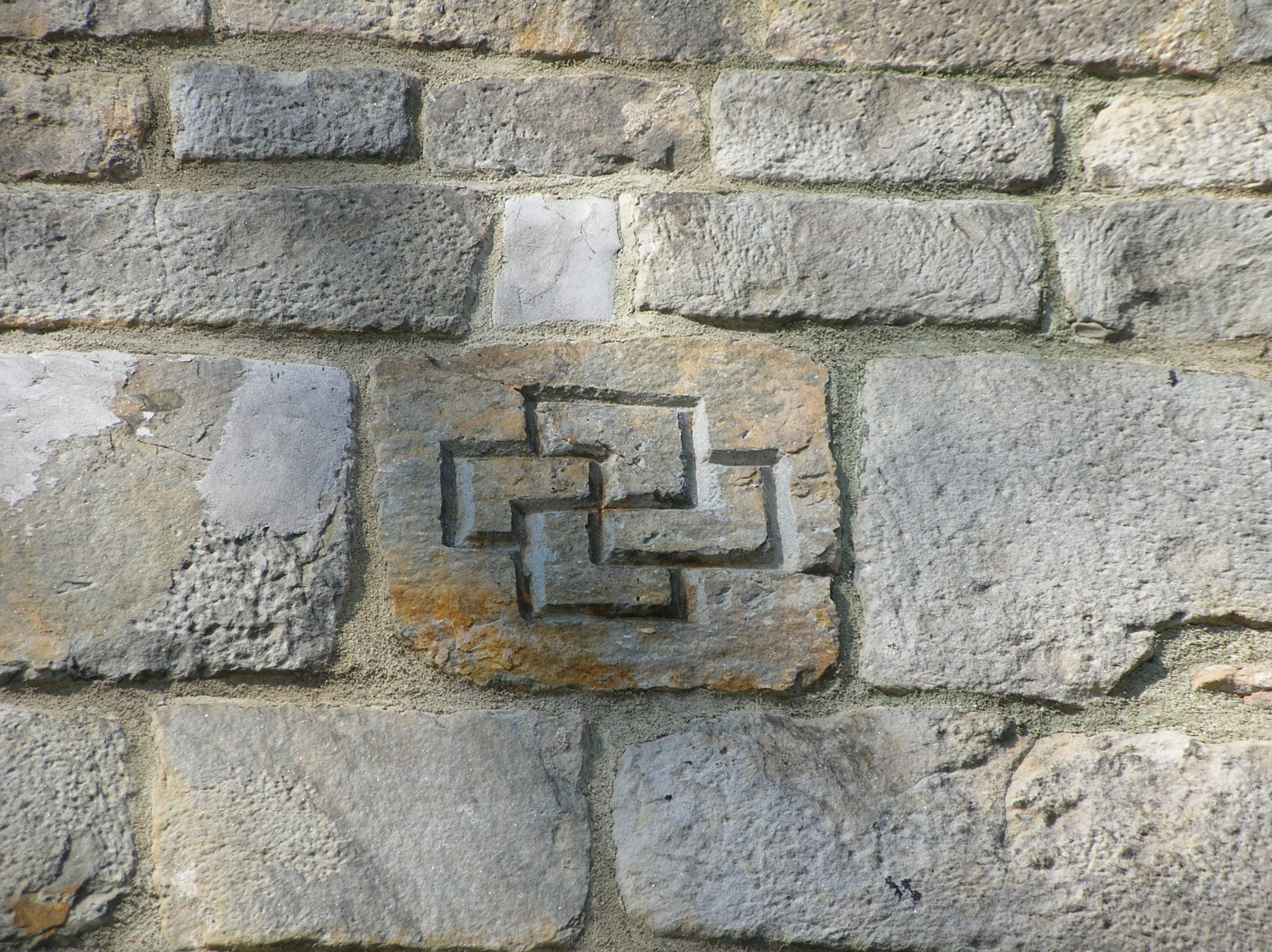
石壁に刻まれたトゥルサーンスダン

フィンランドの異教信仰またはフィンランド・ネオペイガニズム (英語: Finnish Neopaganism)は、現代のフィンランドにおいて、キリスト教化以前のフィン人の民族宗教であった多神教とされるスオメヌスコ (フィンランド語: Suomenusko「フィン人の信仰」の意)の復興を試みている復興異教主義運動。ウコヌスコ（Ukonusko）と呼ばれる、20世紀初頭から始まったウッコを中心とする宗教体系が主流である。スオメヌスコの復興に際して大きな課題となっているのが、かつての伝統をうかがい知れる口承文化で残存しているものが極めて少ない点である。キリスト教以前のフィン人文化について書かれた一次文献は、すべて後の時代のキリスト教徒によって記述されたものである。
現在フィンランド・ネオペイガニズムには、ヘルシンキを拠点として2002年に公式に登録されたフィンランド土着宗教協会(Suomalaisen kansanuskon yhdistys ry)、そしてトゥルクを中心に各地に支部を置き、2007年に公式に登録された北極星協会(Taivaannaula ry)の二大勢力がある。前者はカレリア人の間にも信者を持っており、またウラル・コミュニオンに参画している。

## 歴史と特徴
東フィンランドとカレリアをルーテル教会が席巻したのちも、少なくとも20世紀初頭までは異教（ペイガン）の信仰、伝統、神話が生き残っていた。20世紀、フィンランド国家の文化を豊かなものにしようとする動きの中で、古い神話を復興する試みが始まった。
自然崇拝、伝統の尊重、平等主義といった特徴を持つフィンランド・ネオペイガニズムは、ネオペイガニズムの典型例である。その中でもこの信仰は、国民意識やアイデンティティに直結する民族宗教型のネオペイガンに分類される。なお、スオメヌスコの支持者は、必ずしも自身の信仰をウィッカンのように「ネオペイガン」もしくは新宗教と規定しなくてもよいとされる。
スオメヌスコにおいては、母なる故郷への愛を、人間と自然、新旧の世代、個人と共同体の関係における重要な鍵であるとしている。信者たちは、人間の手が加わっていない様々な場所、例えば森、泉、岩などを聖地とする。彼らは神々や先祖、精霊がヌミノーゼ的に自然環境に浸透するように存在し顕れると考えている。 
2013年、北極星協会はフィンランド中の聖地を守るための国家規模のプロジェクトを開始した。2014年、カルーン・カンサ（熊の人々）が、ネオペイガンとしてはフィンランドで初めて宗教法人として登録された。これにより、ネオペイガニズム的な婚姻、葬儀、命名が可能になった。

## 信仰
キリスト教以前のフィンランドでは多神教が信仰されていた。崇拝の対象としては、主神である天空神ウッコやその妻で産神のアッカ、その他に深海の神アハティ、森林の神タピオ、農神ペッコ、狩猟の神ニューリッキ、森の女神ミエリッキ、天空神イルマリネン（ウッコと同一視されることもある）、地下の支配者ロウヒ、海の怪物イク・トゥルソ、妖精ハルティヤ、英雄レンミンカイネン、賢者ワイナミョイネンなどが挙げられる。
また、祖先崇拝の要素もみられる。死者はトゥオニなどの神々がいる世界トゥオネラで来世を過ごすとされている。

### 祝祭
フィンランドでは、各季節で、春を祝うヘラ、夏至祭であるユハンヌス、収穫と祖先を祝うケクリ、冬至祭であるユールなど、様々な伝統祝祭が行われている。
ネオペイガンの信者の中には、そうした祝祭日に聖地とされた森に入り、神々の木像や自然石を訪れたり、焚火を焚いたり、踊ったり、場合によっては犠牲をささげるなど、より宗教色の強い行事を行う者もいる。例えば夏至には古代の儀式と同様、ウッコに乾杯をささげるウコン・ユフラ(Ukon juhla)という儀式がある。